# Myingyan
Myingyan är en stad i Myanmar. Den ligger i Mandalayregionen, i den centrala delen av landet, 210 km norr om huvudstaden Naypyidaw. Myingyan ligger 76 meter över havet och folkmängden uppgår till cirka 90 000 invånare.

## Terräng
Terrängen runt Myingyan är platt. Runt Myingyan är det tätbefolkat, med 427 invånare per kvadratkilometer. Omgivningarna runt Myingyan är en mosaik av jordbruksmark och naturlig växtlighet.

## Klimat
Savannklimat råder i trakten. Årsmedeltemperaturen i trakten är 27 °C. Den varmaste månaden är april, då medeltemperaturen är 34 °C, och den kallaste är januari, med 22 °C. Genomsnittlig årsnederbörd är 916 millimeter. Den regnigaste månaden är september, med i genomsnitt 262 mm nederbörd, och den torraste är mars, med 1 mm nederbörd.